# Twierdzenie Liouville’a (analiza zespolona)

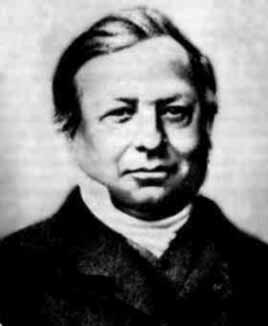
Autor twierdzenia, Joseph Liouville

Twierdzenie Liouville’a głosi, że funkcja całkowita, która jest ograniczona, jest stała.

## Dowód
Niech {\displaystyle |f(z)|\leqslant M} i {\displaystyle f(z)=\sum _{n=0}^{\infty }a_{n}z^{n},} to ze wzoru całkowego Cauchy’ego wynika, że {\displaystyle |a_{n}|<M\cdot R^{-n}} dla każdego {\displaystyle R>0,} stąd {\displaystyle a_{n}=0} dla {\displaystyle n\geqslant 1} i funkcja {\displaystyle f} jest stale równa {\displaystyle a_{0}.}